# بمبوقاوات
البمبوقاوات (الاسم العلمي: Bombacoideae) هي أسرة من النباتات تتبع فصيلة الخبازية من رتبة الخبازيات.

## قبائل
- البمبوقاوية
- القابوقاوية
- الماتيساوية
  - البلزا
    - بلزا هرمية
    - بلزا رجل الأرنب
- (الاسم العلمي:Fremontodendreae)
- (الاسم العلمي:Eriolaeneae)
- (الاسم العلمي:Catostemateae)

## أجناس
- (الاسم العلمي: Cavanillesia)
- (الاسم العلمي: Pentaplaris)
- (الاسم العلمي: Scleronema)